# Anhedonie
Anhedonie (von griech. ἀν–, an, „nicht“ + ἡδονή, hēdonḗ, „Lust“) bedeutet im Allgemeinen die Unfähigkeit, Freude und Lust zu empfinden.

## Psychiatrie
In klinischer Psychologie und Psychopathologie wird der Begriff verwendet, um die Symptomatik verschiedener psychischer Störungen zu beschreiben.
- Bei der Depression ist die Anhedonie als Verminderung positiver Reaktionen in der Anzahl wie auch der Qualität freudiger Reaktionen ein zentrales Merkmal.
- Beim Überlebenden-Syndrom bezeichnet es die überdauernde Unfähigkeit, Zerstreuungen zu genießen.

Anhedonie, als Fehlen von Vergnügen in Situationen, die normalerweise vergnüglich sind, kann bei der Schizophrenie auftreten als Basisstörung im Rahmen der Negativsymptomatik. Ferner ist Anhedonie bei schizoiden, schizotypischen, ängstlich-vermeidenden und dissozialen Persönlichkeitsstörungen, Psychosen, Suchterkrankungen, Psychosomatosen zu beobachten, teilweise auch bei der Aufmerksamkeitsdefizit-Hyperaktivitätsstörung. Sie kann auch bei Menschen auftreten, die über einen längeren Zeitraum Stimulanzien, Benzodiazepine oder Opioide missbrauchten.
Die Anhedonie besitzt einen Zusammenhang zur Alexithymie, wobei diese in Abhängigkeit vom Störungsbild schwächer oder stärker ist.
Auch unabhängig von einer gleichzeitig vorliegenden Depression ist Anhedonie häufiger mit dem Auftreten suizidaler Gedanken assoziiert.

### Behandlung
Bei Anhedonie im Rahmen einer Depression zeigen die meisten Antidepressiva positive Auswirkungen auf Anhedonie sowie auf andere depressive Symptome. Nur die Kombinationstherapie mit Escitalopram und Riluzol ist bei der Behandlung einer Anhedonie bei Depression unwirksam.

## Geschichte
Der Begriff wurde im 19. Jahrhundert vom französischen Psychologen Théodule Ribot in die Psychologie eingeführt. Carl Stumpf beschrieb 1924 die musikalische Anhedonie. In den 1960er Jahren führten sowohl Sándor Radó als auch Paul E. Meehl die Anhedonie auf genetisch determinierte neuronale Defekte zurück. Loren J. Chapman und Michael Mishlove unterschieden erstmals zwischen physischer und sozialer Anhedonie:
- Physische Anhedonie ist die Unfähigkeit, nicht-soziale Ereignisse lustvoll zu erleben oder körperliche Erfahrungen als angenehm zu verarbeiten.
- Soziale Anhedonie ist durch eine verminderte soziale Aktivität und sozialen Rückzug gekennzeichnet.

Erste Hinweise auf einen Zusammenhang von Anhedonie und Alexithymie, als die Unfähigkeit, Gefühle hinreichend wahrnehmen und beschreiben zu können, gab Robert H. Dworkin. Er sah 1984 sowohl die soziale Anhedonie als auch die Alexithymie als Folgen von introvertierten und depressiven Charaktereigenschaften an. Jonathan D. Prince und Berenbaum Howard widerlegten 1993 die vermittelnde Rolle von Depression, die Dworkin vermutet hatte. Sie konnten nachweisen, dass soziale Anhedonie auch unabhängig von Depression und negativen Affekten mit der Alexithymie assoziiert ist. Eine Verbindung zwischen physischer Anhedonie und Alexithymie konnte Gwenolé Loas (1997) nicht finden. Der Zusammenhang der Anhedonie und ihrer Unterformen mit der Alexithymie sowie die Wechselwirkungen mit verschiedenen anderen Krankheitsbildern sind bis heute (Stand 2010) nicht systematisch erforscht worden.
Die besondere Bedeutung der Anhedonie bei allen depressiven Erkrankungen konnte Burkhard Pflug bereits 1990 herausstellen. In der gegenwärtigen klinischen Psychiatrie wird die Anhedonie in erster Linie als Symptom depressiver Erkrankungen verstanden. Bei schizophrenen Erkrankungen wird der Begriff der Minussymptomatik zugeordnet (siehe Symptome und Diagnose der Schizophrenie).

## Film
Der deutsche satirische Spielfilm Anhedonia – Narzissmus als Narkose von 2015 trägt das Symptom im Titel. Die zwei Hauptfiguren des Films begeben sich auf Grund des daraus ergebenden Leidensdrucks in eine psychotherapeutische Küstenklinik. Anhedonia war der Arbeitstitel des Films Der Stadtneurotiker (engl. Annie Hall) des amerikanischen Regisseurs Woody Allen.